# Ficus glaberrima
Ficus glaberrima är en mullbärsväxtart. Ficus glaberrima ingår i släktet fikonsläktet, och familjen mullbärsväxter.

## Underarter
Arten delas in i följande underarter:
- F. g. glaberrima
- F. g. siamensis
- F. g. pubescens

## Bildgalleri

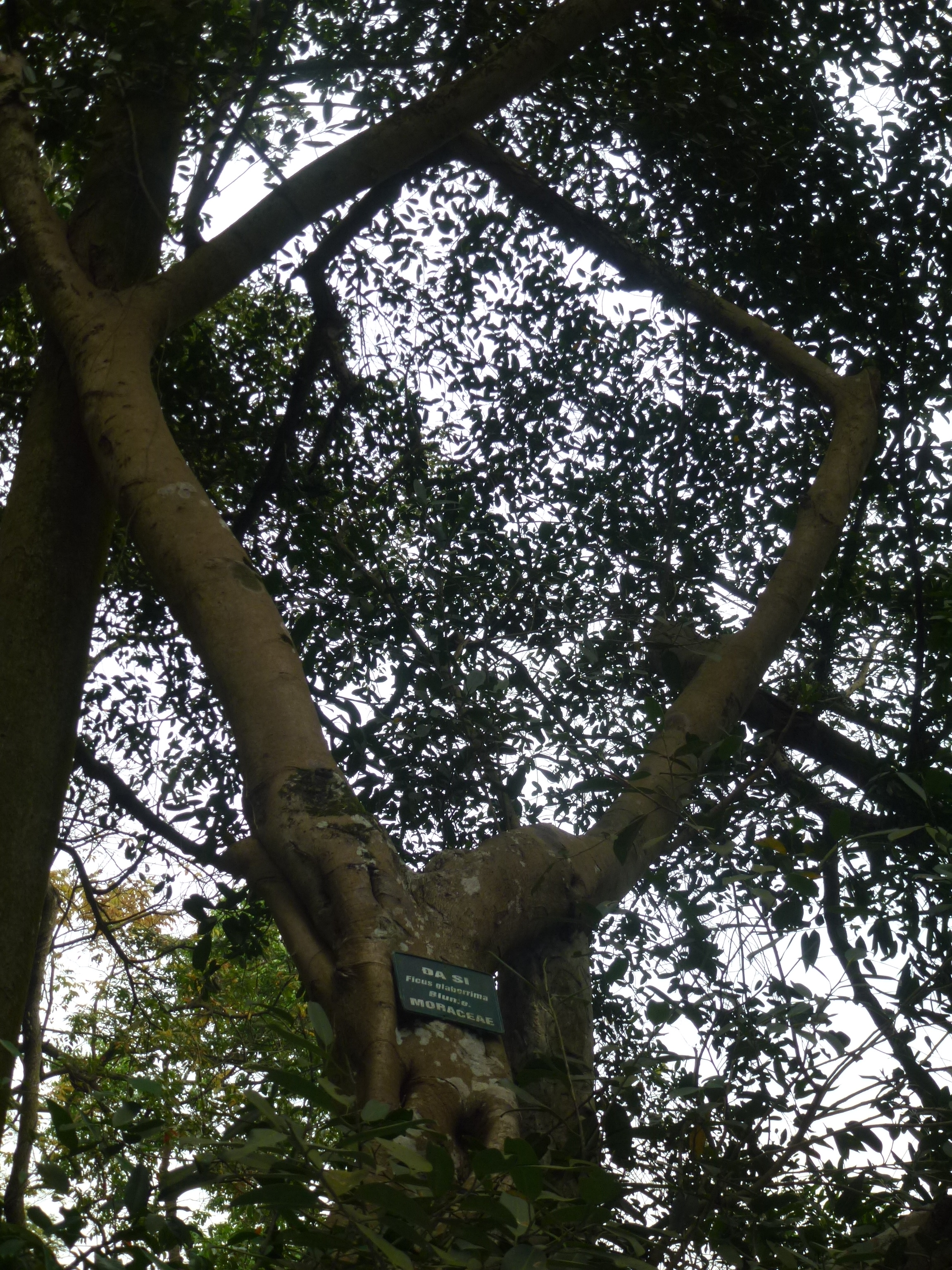
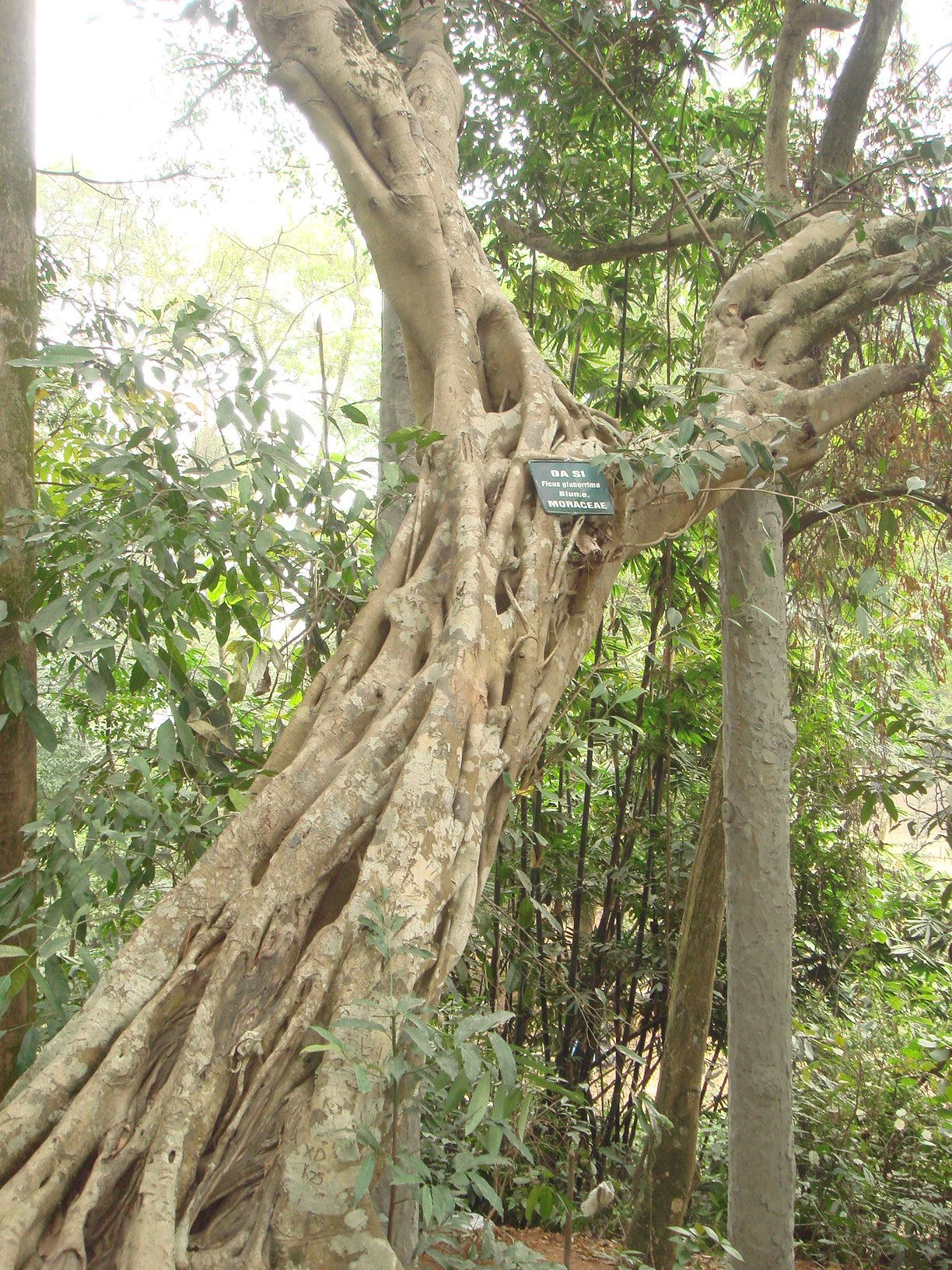